# 네덜란드 저지 작센어
네덜란드 저지 작센어(네덜란드어: Nederlands Nedersaksisch)는 주로 네덜란드 북동부에서 사용되는 저지 독일어 계통 방언들을 묶은 분류이다. 서부 저지 독일어(저지 작센어)에 속하며, 특히 베스트팔렌어와 방언 연속체를 이루는 것으로 보인다. 유네스코에 의해 5개의 소멸 위기 단계 중 1단계인 ‘취약한 언어’로 분류되어 있다.

## 종류
- 흐로닝언 방언(Gronings)
- 드렌터 방언(Drèents)
- 스텔링베르프 방언(Stellingwarfs)
- 살란트 방언(Sallaans)
- 트벤터 방언(Tweants)
- 아흐터르후크 방언(Achterhooks)
- 벨뤼버 방언(Veluws)
- 위르크 방언(Urkers)